# Chen Zijie
Chen Zijie (陈子介S, Chén ZǐjièP; Xi'an, 24 dicembre 1989) è un calciatore cinese, attaccante dell'Hunan Billows.